# Колакі-Будзино
Колакі-Будзино (пол. Kołaki-Budzyno) — село в Польщі, у гміні Опіноґура-Ґурна Цехановського повіту Мазовецького воєводства.
Населення — 98 осіб (2011).
У 1975-1998 роках село належало до Цехановського воєводства.

## Демографія
Демографічна структура станом на 31 березня 2011 року:
|          | Загалом | Допрацездатний вік | Працездатний вік | Постпрацездатний вік |
| -------- | ------- | ------------------ | ---------------- | -------------------- |
| Чоловіки | 49      | 6                  | 38               | 5                    |
| Жінки    | 49      | 6                  | 29               | 14                   |
| Разом    | 98      | 12                 | 67               | 19                   |